# Ateneo de Ilugo
El Ateneo de Ilugo es una de las asociaciones culturales más antiguas de la provincia de Jaén y de Andalucía. Su denominación hace referencia al nombre del  municipio romano que fue Santisteban del Puerto (Jaén), localidad donde mantiene su actual sede.
El Ateneo fue fundado en el año de 1975 por un grupo de estudiosos comprometidos en la defensa de la cultura y el patrimonio de Andalucía.

## Historia
Los antecedentes del Ateneo de Ilugo hay que buscarlos en las tertulias culturales que se llevaban a cabo en la rebotica santistebeña de D. Luís Higueras Cátedra, hijo del famoso escultor D. Jacinto Higueras Fuentes. Allí se reunían, desde principios de los 60, personas de diferentes disciplinas pero todos interesados en la regeneración de la cultura del municipio. (Marcial Medina Berzosa, Joaquín Mercado Egea, Francisco Olivares Barragán, José Juliá Gómez, José Romero Olid,...)
No fue hasta 1975 cuando se elaboraron unos estatutos y la organización se convirtió legalmente en Asociación Cultural. Su primer presidente fue don Joaquín Mercado Egea. (Académico Correspondiente de la Real Academia de la Historia, miembro del Instituto de Estudios Giennenses (I.E.G.) y Cronista Oficial de la Villa de Santisteban del Puerto…)
Los años 80 trajeron una oleada de nuevos ateneístas, que ingresaron tras la celebración  de un homenaje con motivo del aniversario de la visita histórica de Francisco de Quevedo a Santisteban del Puerto acompañando a Felipe IV en 1624.
A partir del año 2010 se comienza un proceso de regeneración de la sociedad con el objetivo de adaptarse a los nuevos tiempos y a nuevas expectativas. Todo ello bajo la gestión de D. Francisco Armijo Higueras, Presidente del Ateneo de Ilugo, junto con la Junta de Gobierno.

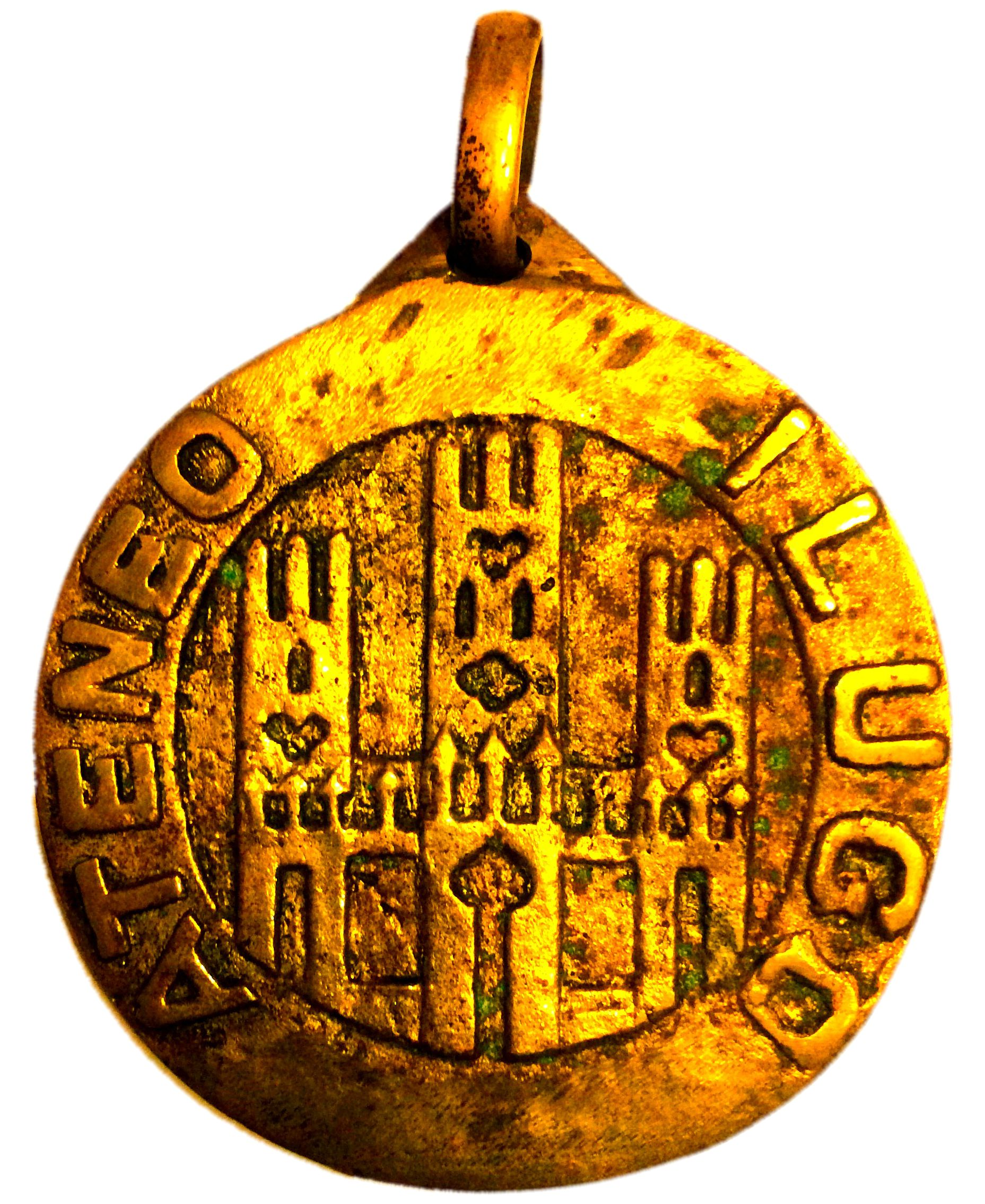
Medalla de ateneísta, realizada por el escultor santistebeño Andrés Quesada en 1977.

### Junta de Gobierno actual.
- Presidente: Francisco Armijo Higueras
- Vicepresidente: José Carlos Sanjuán Monforte.
- Vicepresidente: Francisco J. Manjón Ruiz.
- Secretario: Jacinto Mercado Pérez
- Tesorero: Santiago Ramiro Tornero

### Sedes actuales
Actualmente el Ateneo de Ilugo se ubica en dos sedes, ambas en Santisteban del Puerto (Jaén). Su sede social  está en la calle Joaquín Mercado, 15 Bajo - 23250. Aparte de ello mantiene su sede Institucional en el Museo de Escultura Jacinto Higueras, situado en la Plaza Mayor de Santisteban del Puerto. En el Salón de Personajes Ilustres  de este edificio (que fue antiguo Ayuntamiento) es donde se celebran la mayoría de los actos y ceremonias de ingreso.

## Objetivos
El trabajo del Ateneo de Ilugo, se desarrolla principalmente en el campo de la investigación, la difusión y la defensa de la cultura, del arte y de la sociología. Durante su trayectoria ha mantenido un amplio número de actuaciones, conservando en todo momento unos niveles óptimos de calidad y responsabilidad. En él conviven, intelectuales de diferentes disciplinas: escritores, investigadores, artistas plásticos, científicos, ...
La MISIÓN del Ateneo de Ilugo, se concreta en preservar la Memoria Cultural, convencidos de su gran valor para la sociedad del presente y del futuro.
Su VISIÓN es convertirse en un lugar de encuentro donde dar a conocer y defender nuestro común Patrimonio Cultural. 
Los VALORES se concretan en la defensa universal de la Cultura Compartida; en el Rigor Científico de la investigación y su traslado nítido a la sociedad y en la Accesibilidad al Conocimiento que permiten los nuevos avances tecnológicos de la era digital.

## Actividades
Desde la revitalización del Ateneo Ilugo en el año 2010 se vienen organizando una serie de actuaciones que se han intensificado en los años 2015 y 2016. Así quedan establecidos algunos eventos culturales estables y con carácter periódico, valgan como ejemplo:
- Congreso Nacional de Genealogía, Heráldica, Nobiliaria y Ciencias Instrumentales de la Historia.
- "Conferencias de Ingreso de Nuevos Ateneístas". Como credencial de acceso al Ateneo de Ilugo, es necesario que el aspirante lleve a cabo una intervención pública según su disciplina: Conferencia, Exposición Artística, Concierto Musical, Recital,...
- Jornadas Históricas de los Pueblos de Jaén.
- Congreso Nacional de Historia del Arte.
- Festivales Cinematográficos.
- Presentación y edición de libros y material audiovisual.
- Programa Radiofónico Santisteban en la Historia.
- Edición de la colección bibliográfica "Cuadernos del Condado".
- Exposiciones de pintura, fotografía y archivística.